# Jeroen De Beule
Jeroen De Beule (Waasmunster, 2 maart 1991) is een Belgische handbalspeler.

## Levensloop
Sinds 2021 speelde De Beule voor het Nederlandse Limburg Lions. Na minder dan een jaar vertrok De Beule weer terug naar België om te spelen voor Achilles Bocholt. De Beule speelt ook voor het Belgisch nationaalteam.